# العهد الجديد ومعاداة السامية
آرثر روي إيكاردت، وهو ثيولوجي ورجل دين ميثودي ورائد في مجال العلاقات اليهودية المسيحية، يرى أن أساس معاداة السامية والمسؤولية عن الهولوكوست تكمن في العهد الجديد. في حين أن الإجماع بين المؤرخين هو أن النازية ككل إما لا علاقة لها بالمسيحية أو تعارضها بنشاط. يرى إيكاردت أن التوبة المسيحية يجب أن تشمل إعادة النظر في المواقف اللاهوتية الأساسية تجاه اليهود والعهد الجديد من أجل التعامل بفعالية مع معاداة السامية. كما وبحسب المؤرخة لوسي داودوفيتش، فإنه على الرغم فإن معاداة السامية لها تاريخ طويل داخل المسيحية؛ إلأ أنّ معاداة السامية الألمانية الحديثة والهولوكوست تعود جذورها إلى القومية الألمانية والثورة الليبرالية في عام 1848. ويشير عدد من الباحثين والمؤرخين إلى أنّ احتضان الحركة العلمية والمجتمع الألماني النظرة لليهود على أنهم عرق كان أعضاؤه واقعين في معركة مميتة مع العرق الآري للهيمنة على العالم يتحمل المسؤولية عن الهولوكوست.
جادل جيمس دن بأن العهد الجديد ساهم في معاداة السامية اللاحقة في المجتمع المسيحي. حسب لويس فيلدمان، فإن مصطلح «معاداة السامية» هو «عبثية أخذها اليهود من الألمان»، ويعتقد أن المصطلح الصحيح هو معاداة اليهودية. غالبًا ما يتم التمييز بين معاداة اليهودية ومعاداة السامية أو التشكيك في وجود فارق، فيما يتعلق بالعداء المسيحي المبكر لليهود: البعض، ولا سيما غافين لانجموير، يفضلون «معاداة اليهودية»، والتي تحمل عداوة لاهوتية. ويقولون أن مفهوم معاداة السامية كان «لا معنى له» في الأيام الأولى للديانة المسيحية وأنه لم ينشأ إلا في وقت لاحق. في هذا السياق، يشير مصطلح معاداة السامية إلى نظريات العرق البيولوجية العلمانية في العصر الحديث. بيتر شيفر يفضل كلمة يهودوفوبيا عند الإشارة إلى العداء الوثني لليهود، لكنه يعتبر كلمة معاداة السامية -حتى لو كانت مفارقة تاريخية- مرادفة لهذا المصطلح، بينما يضيف أن «معاداة اليهودية» بين المسيحيين كانت في نهاية المطاف الأساس لما أصبح فيما بعد «معاداة السامية».
أكد أكاردت أن أساس معاداة السامية ومسؤولية المحرقة يكمنان في العهد الجديد، ومع ذلك، قد يكون هذا في حد ذاته معاديًا للسامية بالنظر إلى أن العهد الجديد كتبه اليهود، إلى جانب لوقا الإنجيلي، على الرغم من الاعتقاد السائد بأنه ربما كان يهودي هلنستي، وبالتالي سيكون إلقاء اللوم على المحرقة على اليهود بالخطأ. يجادل جيمس دن أن تعبيرات العهد الجديد المختلفة عن الغضب والأذى من قبل أقلية منزعجة من رفض الأغلبية قبول ادعاءاتهم عن يسوع اليهودي تعكس التوترات الداخلية بين المجتمعات اليهودية التي لم توحدها اليهودية الربانية، والمسيحية التي لم تكن قد انفصلت بعد عن اليهودية. الكلمة اليونانية Ioudaioi المستخدمة في العهد الجديد يمكن أن تشير إما إلى اليهود أو، بشكل أكثر تحديدا، إلى سكان يهودا وحدهم.
إن فكرة أن العهد الجديد معاد للسامية هو موضوع جدلي ظهر في أعقاب الهولوكوست مرتبطًا بأطروحة طرحتها روزماري روثر، وتعتمد الآراء المختلفة على كيفية تعريف معاداة السامية، وعلى الخلافات العلمية حول ما إذا كانت معاداة السامية لها تاريخ متجانس متواصل، أو أنها مصطلح جامع يجمع العديد من أنواع العداء ضد اليهود مع مرور الوقت. بالمقابل تم إصدار وثيقة من قبل أكثر من 220 من الحاخامات ومفكرين من جميع فروع اليهودية في عام 2000 كبيان حول العلاقات اليهودية المسيحية ونصت الوثيقة أن المسيحية كديانة غير مسؤولة عن النازية أو الهولوكوست، حيث تنص الوثيقة «لم تكن النازية ظاهرة مسيحية. لكن من بدون التاريخ الطويل للمسيحية المعادية لليهودية والعنف المسيحي ضد اليهود، لم يكن بإمكان الأيديولوجية النازية الإستيلاء على الحكم. لقد شارك الكثير من المسيحيين مع النازيين أو كانوا متعاطفين معهم. ولم يرتكب مسيحيون آخرون احتجاجًا كافٍ ضد هذه الفظائع، لكن النازية نفسها لم تكن نتيجة حتمية للمسيحية».
تعتبر أجيندات كل طائفة هي أساس كتابة النصوص القانونية، وتعد وثائق العهد الجديد المختلفة نوافذ للصراع والنقاشات في تلك الفترة. وفقًا لتيموثي جونسون، كان التشهير المتبادل بين الطوائف المتنافسة قويًا جدًا في الفترة التي تكونت فيها هذه الأعمال. علاوة على ذلك، فإن العهد الجديد عبارة عن مجموعة من النصوص المكتوبة على مدى عقود و«بالتالي فالحديث عن وجهة نظر موحدة في جميع أجزاء العهد الجديد أمر لا معنى له».
وفقًا للحاخام مايكل جيه كوك، أستاذ الأدب المسيحي المبكّر في كلية الاتحاد العبري، هناك عشرة مواضيع في العهد الجديد كانت مصدرًا لمعاداة اليهودية ومعاداة السامية: 
1. إن اليهود هم المذنبون في صلب المسيح.
2. محن الشعب اليهودي عبر التاريخ تشكل عقاب الله لهم لقتلهم يسوع.
3. يسوع في الأصل جاء من أجل وعظ اليهود فقط، لكن عندما رفضوه، تخلى عنهم وذهب لوعظ الوثنيين.
4. كان أطفال إسرائيل هم شعب الله المختار الأصلي، لكن بعد رفضهم يسوع فقد تخلوا عن ذلك وأصبح المسيحيون هم شعب الله المختار.
5. يصور الكتاب المقدس العبري (العهد القديم) مرارًا وتكرارًا غموض وعناد الشعب اليهودي وعدم ولائهم لله.
6. يحتوي الكتاب المقدس العبري على العديد من التنبؤات بقدوم يسوع باسم المسيا (أو «المسيح»)، ومع ذلك فإن اليهود أعموا عن فهم معنى كتابهم المقدس.
7. بحلول وقت خدمة يسوع، توقفت اليهودية عن أن تكون إيمانًا حيًا.
8. جوهر اليهودية هو عبارة عن قانونية مقيدة ومرهقة.
9. المسيحية تؤكد على الحب، في حين أن اليهودية مع العدالة ولها إله غاضب.
10. يعكس اضطهاد اليهودية ميل خصوم يسوع وهم «الفريسيون» (أسلاف «الحاخامات»)، الذين كانوا في تعاليمهم وسلوكهم منافقين.

يعتقد كوك أن كلا من اليهود المعاصرين والمسيحيين المعاصرين يحتاجون إلى إعادة النظر في تاريخ المسيحية المبكرة، وتحول المسيحية من طائفة يهودية تتكون من أتباع يسوع اليهودي، إلى دين منفصل يعتمد في الغالب على تسامح روما مع التبشير بين الأمم الموالية للإمبراطورية الرومانية، لفهم كيف تم إعادة صياغة قصة يسوع في صورة معادية لليهود بينما اتخذت الأناجيل شكلها النهائي.

## العهد الجديد

### إنجيل متى
غالبًا ما يتم تقييم إنجيل متى أنه الأكثر يهودًية في الأناجيل القانونية، ومع ذلك يرى البعض إنه معاد لليهودية أو معاد للسامية.
يعطى إنجيل متى للقراء انطباعًا بأن عداءه لليهود يزداد مع تقدم سرده، إلى أن يبلغ ذروته في الفصل 23.

### إنجيل يوحنا
في إنجيل يوحنا، يتم استخدام كلمة υδουδαῖοι (اليهود) 63 مرة، ويتم استخدامها بمعنى عدائي 31 مرة، ولا يتم التمييز بين الجماعات اليهودية. الصدوقيين على سبيل المثال، الذين من المعتاد بروزهم، ليسوا متميزين. ويوصف أعداء يسوع مجتمعين باسم «اليهود». يتم دائمًا عرض مؤامرة قتل يسوع على أنها قادمة من مجموعة صغيرة من الكهنة والحكام، الصدوقيين. تم وصف إنجيل يوحنا بأنه «وفر الحبوب لطاحونة معاداة السامية». إنه المصدر الرئيسي لصورة «اليهود» الذين يتصرفون بشكل جماعي كأعداء ليسوع، والتي أصبحت لاحقًا ثابتة في العقول المسيحية.
في عدة مواضع يربط إنجيل يوحنا أيضًا «اليهود» بالظلام والشيطان، كما في يوحنا 8: 37-39؛  44-47.

## الردود المسيحية
في المرسوم Nostra aetate في عام 1965، أعلن البابا بولس السادس أن: 
 صحيح أن السلطات اليهودية وأولئك الذين اتبعوا قيادتها قد عملوا من أجل موت المسيح؛ لا يزال ما حدث في صلبه لا يمكن توجيه الاتهام بسببه ضد جميع اليهود دون تمييز سواء من كانوا أحياء حينها، ولا ضد يهود اليوم. على الرغم من أن الكنيسة هي شعب الله الجديد، إلا أنه يجب ألا يعتبر أن اليهود مرفوضون أو ملعونون، كما لو أن هذا قد جاء من الكتاب المقدس.  
 نورمان بيك، أستاذ اللاهوت واللغات الكلاسيكية في جامعة تكساس اللوثرية، اقترح أن تزيل المسيحية ما يسميه «... النصوص التي يتم اعتبارها إشكالية...». يحدد بيك ما يعتبره مقاطعًا مسيئة في العهد الجديد ويشير إلى الحالات التي يتم فيها تضمين هذه النصوص أو أجزاء منها في سلاسل كتابية رئيسية.
كما اقترح دانييل غولدهاغن، أستاذ مشارك سابق للعلوم السياسية بجامعة هارفارد، في كتابه "A Moral Reckoning" أن تغيّر الكنيسة الكاثوليكية عقيدتها وشريعة الكتاب المقدس المقبولة لاستئصال مقاطع يصفها بأنها معادية للسامية، - ويحسب حوالي 450 مقطعًا من هذا النوع في الأناجيل الإزائية وسفر أعمال الرسل وحدهم - وللإشارة إلى أن «طريق اليهود للوصول إلى الله شرعي مثل الطريقة المسيحية».